# آلیروکوماب
آلیروکوماب (با نام تجاری Praluent)  یک زیست‌دارو است که در ۲۴ ژوئیه ۲۰۱۵ توسط FDA تأیید شد. این دارو به عنوان درمان خط دوم کلسترول بالا برای بزرگسالانی که کلسترول آن‌ها تحت کنترل رژیم غذایی و استاتین نیست، تأیید شده‌است. این دارو یک پادتن مونوکلونال انسانی است که متعلق به یک کلاس جدید از داروهای ضد کلسترول است که به عنوان PCSK9 شناخته می‌شود و به عنوان اولین داروی این دسته است که تأیید FDA را دریافت می‌کند. تأیید FDA منوط به انجام آزمایشات بالینی بیشتر برای تعیین کارایی و ایمنی بود.